# Mesogobius nonultimus
A Mesogobius nonultimus a csontos halak (Osteichthyes) főosztályának a sugarasúszójú halak (Actinopterygii) osztályába, ezen belül a sügéralakúak (Perciformes) rendjébe, a gébfélék (Gobiidae) családjába és a Benthophilinae alcsaládjába tartozó faj.

## Előfordulása
A Mesogobius nonultimus eurázsiai elterjedésű gébféle, amely a Kaszpi-tengerben található meg.

## Életmódja
Ez a mérsékelt övi gébféle kizárólag, csak brakkvízben él, az édesvízbe nem úszik be. Fenéklakó hal, amely akár 25 méter mélyre is lehatol.